# II. György moldvai fejedelem
II. György, románosan Gheorghe Ghica (1600. március 3. – 1664. november 2.) moldvai fejedelem 1658-tól 1659-ig, majd I. György néven havasalföldi fejedelem 1659-től 1660-ig.
Albániából származó, a XVII. században Romániába bevándorolt családból származott. Köprülü Mehmed nagyvezír ültette 1658-ban a moldvai, 1659-ben a havasalföldi trónra. Miután a Portának járó adót nem fizette meg, bilincsbe verve Konstantinápolyba hurcolták.